# Adalberto Santiago
Adalberto Santiago Berríos (Ciales, Puerto Rico, 23 de abril de 1937) es un cantante puertorriqueño de salsa.

## Biografía
Adalberto Santiago Berríos, nació el 23 de abril de 1937 en el barrio de "Las Pozas"  en la localidad de Ciales (Puerto Rico). Santiago es poseedor de una voz rica y profunda, descrita por muchos conocedores como relajada y perfecta. Siendo tenor lírico, está entre los mejores intérpretes de la música afrocaribeña, al mismo nivel de leyendas como Benny Moré, Bobby Capó y Miguelito Cuní y por más de seis décadas ha fungido como corista estrella en incontables producciones musicales en los Estados Unidos.[cita requerida]
Sus influencias tempranas incluyeron a los músicos cubanos Beny Moré y Miguelito Cuní . Santiago inició su carrera profesional cantando en tríos y tocando el bajo y la guitarra, esto a la vez que bailaba y cantaba, lo cual ha desmitificado el hecho de atribuírsele a Oscar D' León ser el primer cantante que toca el bajo, cantando y bailando a la vez.[cita requerida]
En sus años de mozo, fue moteado por sus compañeros músicos y algunos seguidores como el 'Elvis Presley Latino', debido a sus características físicas que lo hacían destacar entre sus pares, pues Adalberto cuenta con casi 1,90 metros de estatura, cabello abundante, profundos ojos azules y facciones elegantes, todo lo cual lo hacía encajar en el gusto preferencial de las damas.
Después de tocar con las bandas de Chuíto Vélez, Willie Rodríguez y Willie Rosario, su carrera realmente dio un gran giro cuando se unió a la orquesta de Ray Barretto, con quien alcanzó su verdadera internacionalización al grabar álbumes que siguen siendo éxitos como "Acid" y "Rican Struction", álbumes que, hasta el presente, son referencia obligada para los amantes y puristas del género Salsa, calificados como obras maestras de la "Salsa Gorda". En una tarde de 1972, Adalberto y cuatro miembros de la banda de Barretto fundaron la Asociación Musical Típica 73. Participó en tres de sus producciones antes de que, a mediados de la década de 1970, diferencias religiosas hicieran que Adalberto y otros tres miembros de la recién fundada agrupación musical se separasen para fundar Los Kimbos. Entre tanto, Santiago cantó como vocalista principal en los dos álbumes aclamados por la crítica de la charanga, Fantasía Africana" (African Fantasy) y Nuestra Herencia (Our Heritage)", producidos por el flautista, compositor y productor Lou Pérez.
Los Kimbos fue conceptuado para ser una banda resistente y tuvo un sonido reminiscente de ambos: la banda predividida de Ray Barretto y laTípica 73. Con ellos, Adalberto grabó en 1976 "Los Kimbos" y "The Big Kimbos With Adalberto Santiago", en 1977. Ese año hizo su primer disco como solista llamado "Adalberto", que fue producido por Ray Barretto y contuvo dos de sus composiciones. Los Kimbos continuaron bajo el liderazgo del prominente timbalero cubano Orestes Vilató y grabaron dos álbumes más: "Hoy y Mañana" (1978), y "Aquacero No Me Moja" (1979).[cita requerida]
A finales de los 70, Santiago tuvo una destacadísima participación en la súper obra musical "Hommy, A Latin Opera", producida y dirigida por la leyenda del piano, Larry Harlow, el 'Judío Maravilloso'.[cita requerida]
Santiago fue principal voz en una pista del álbum "Louie Ramírez y sus Amigos". En 1979, Adalberto y Ramírez coprodujeron su siguiente sencillo: "Adalberto Featuring Popeye El Marino" . Ese mismo año se reunió con Ray Barretto en "Rican/Struction". Ray produjo el siguiente álbum como solista de Adalberto, "Feliz Me Siento", al año siguiente. El miembro de la Sonora Matancera, Javier Vázquez, produjo, arregló, dirigió y tocó el piano en el rootsy "Adalberto Santiago", el cual fue contribución de Adalberto para la reanimación de los principios de la Salsa, en los 80.[cita requerida]
En 1982, se unió con el director de orquesta y bongocero Roberto Roena para el álbum "Super Apollo 47:50", interpretando temas exitosos como "Yo tenía una mujer" y "Vigilándote". Santiago coprodujo el álbum "Calidad", con el virtuoso pianista puertorriqueño Papo Lucca, quien también arregló una pista del disco y supervisó la dirección musical. Su álbum "Cosas del Alma" fue un álbum de boleros exuberantes que incluyeron su tercera versión grabada del clásico "Alma con alma" (previamente contenido en los álbumes de Barretto "The Message" y "Gracias"). Regresó a la más dura y ribeteada Salsa urbana en 1985 con "Más Sabroso", de Roberto Roena y su orquesta el Apollo Sound.
Adalberto Santiago hizo su versión madura de Salsa romántica en el clásico álbum "Sex Symbol", el cual se ha convertido en un álbum de culto entre sus seguidores de Venezuela, Colombia y Perú y el cual contó con la producción, arreglos, dirección musical y piano del gran tecladista Isidro Infante. Este resultó ser uno de los discos más exitosos de su extensa trayectoria, marcando pauta sobre todo en Venezuela y Colombia y cuyo estilo fue conocido por el nombre de "Salsa Monga", como el mismo Adalberto la bautizaría. En 1990, otra vez realizó "Alma con alma", esta vez arreglada por Infante en un estilo de Salsa romántica para el segundo álbum de Louie Ramírez denominado "Louie Ramírez y Sus Amigos". Tres años más tarde Adalberto grabó con el icónico conjunto cubano Sonora Matancera el disco "De Nuevo". Esta grabación se realizó en México.
Santiago ha escrito canciones para un sinnúmero de álbumes en los cuales él ha participado, bien como director de orquesta o como solista, y ha proporcionado composiciones para otros artistas, tales como Joe Cuba. Adalberto sigue siendo fiel a sus raíces latinas y una declaración que hizo en 1977 es todavía aplicable en la actualidad: "Quiero llevar un mensaje verdaderamente latino a la gente. Esto es lo que yo hago mejor y la estructura de música latina es más conveniente y adecuada para mi voz".[cita requerida]
A lo largo de su carrera, Adalberto Santiago se ha paseado por una gran variedad de géneros latinos, gracias a su voz potente y armoniosa, una súper depurada técnica vocal y una rigurosa disciplina física que lo ha mantenido en forma hasta la actualidad. Merengue, Bomba, Plena, Charanga, Bolero, Guaguancó, Son Montuno, Rumba, Pachanga, Guaracha, Cumbia, Boogaloo y las derivaciones más modernas de estos géneros, como la Salsa Gorda o Dura y la Salsa Monga o Romántica.[cita requerida]